# موش‌صاریغ‌های دم‌چاق
موش‌صاریغ‌های دم‌چاق (نام علمی: Thylamys) سردهای از صاریغهای عضو تیره دوزهدانیان هستند که ویژگی‌های اصلیشان نداشتن کیسه در ماده‌ها و نیز ذخیره چربی در دم فربه‌شان (در اغلب گونه‌های عضو) است.
اعضای این سرده عبارتند از:
- سردهٔ Thylamys
  - موش‌صاریغ دم‌چاق سیندرلا (Thylamys cinderella)
  - Thylamys citellus
  - موش‌صاریغ دم‌چاق برازنده (Thylamys elegans)
  - Thylamys fenestrae
  - موش‌صاریغ دم‌چاق کریمی (Thylamys karimii)
  - موش‌صاریغ دم‌چاق پاراگوئه (Thylamys macrurus)
  - موش‌صاریغ دم‌چاق شکم‌سفید (Thylamys pallidior)
  - Thylamys pulchellus
  - موش‌صاریغ دم‌چاق معمولی (Thylamys pusillus)
  - موش‌صاریغ دم‌چاق آرژانتین (Thylamys sponsorius)
  - موش‌صاریغ دم‌چاق تیت (Thylamys tatei)
  - موش‌صاریغ دم‌چاق کوتوله (Thylamys velutinus)
  - موش‌صاریغ دم‌چاق شکم‌نخودی (Thylamys venustus)